# 윤치원
윤치원(尹致遠, Yoon Chi-won, 1959년 6월 2일~)은 홍콩에서 활동하는 대한민국의 금융인이다. UBS 아시아-태평양 최고경영자 회장역임. 현재 EQONEX 가상화폐 거래소의 회장이며 홍콩에 거주하고 있다.

## 소개
매사추세츠 공과대학교 전기공학을 졸업하고 NASA에서 위성통신 연구직으로 근무를 하였다. 1986년, 동대학원에서 MBA 취득 후 뉴욕 메릴린치와 리먼 브라더스에서 근무하였다. 1997년, UBS로 자리를 옮긴 후 2004년부터 Equities & Fixed Income 부문장을 지냈다. 이후 UBS 홍콩법인장, Currencies & Commodities 부문장을 거쳐 2009년 6월, UBS 아시아-태평양 CEO 겸 그룹경영이사회(GEB, Group Executive Board) 이사에 취임하였다.

## 같이 보기
- UBS